# ترپزی
ترپزی (به لاتین: Trpezi) یک منطقهٔ مسکونی در مونته‌نگرو است که در شهرداری پتنیکا واقع شده‌است. ترپزی ۷۶۳ نفر جمعیت دارد.